# 550942 Kurtág
550942 Kurtag è un asteroide della fascia principale. Scoperto nel 2012, presenta un'orbita caratterizzata da un semiasse maggiore pari a 3,144084 UA e da un'eccentricità di 0,103058, inclinata di 10,197888° rispetto all'eclittica.
Prende il nome da György Kurtág, celebre compositore ungherese.